# Al-Kamsijja
Al-Kamsijja (arab. القمصية) – miasto w Syrii, w muhafazie Tartus. W 2004 roku liczyło 2244 mieszkańców.